# Euphrosine maorica
Euphrosine maorica är en ringmaskart som beskrevs av Augener 1924. Euphrosine maorica ingår i släktet Euphrosine och familjen Euphrosinidae.
Artens utbredningsområde är havet kring Nya Zeeland. Inga underarter finns listade i Catalogue of Life.